# Moritz Müller-Wirth
Moritz Müller-Wirth (* 20. Juli 1963 in Karlsruhe) ist ein deutscher Journalist.

## Leben und Werdegang
Moritz Müller-Wirth wurde 1963 in Karlsruhe geboren, sein Vater war der Verleger und Journalist Christof Müller-Wirth. Er ist seit seiner Kindheit ein Fan des Karlsruher SC. Er machte eine Ausbildung zum Verlagskaufmann, studierte Politikwissenschaften und Geschichte und absolvierte ein Redaktionsvolontariat beim Tagesspiegel. Seine journalistische Laufbahn begann er als Berlin-Korrespondent des Focus. 1999 gehörte er zur Gründungsredaktion Berliner Seiten der Frankfurter Allgemeinen Zeitung, ab Oktober 1999 als Stellvertretender von Ressortleiter Florian Illies. Im April 2001 wechselte er zur Wochenzeitung Die Zeit, wo er zunächst das Ressort „Leben“ leitete. Im Januar 2011 wurde er einer der Stellvertreter des Chefredakteurs Giovanni di Lorenzo, von November 2011 bis April 2013 übernahm er zusätzlich die Leitung des Feuilletons.
Im Podcast „Was Chefinnen wirklich denken“ spricht er seit April 2023 zusammen mit Leonie Seifert mit Führungskräften.
Er ist verheiratet und lebt mit seiner Frau und zwei Kindern in Berlin.

## Veröffentlichungen (Auswahl)
- Die Debatte um die Parlamentsreform in Italien von 1971–1988. Verlag Peter Lang, Frankfurt am Main u. a. 1992, ISBN 3-631-44527-X.
- Die Kultur-Macher. Eine Zwischengeneration auf dem Vormarsch: Bernd F. Lunkewitz & Peter L. H. Schwenkow. Fannei und Walz, Berlin 1996, ISBN 3-927574-28-7.
- als Herausgeber: Das zweite Gesicht. Von Alexander dem Großen bis Mao Tse-tung. Historische Persönlichkeiten im neuen Licht. 14 Porträts. Rowohlt, Reinbek bei Hamburg 2005, ISBN 3-499-62081-2.
- mit Susanne Gaschke (Hrsg.): Powerpaare. Mit Kindern sind wir stärker. Heyne, München, 2008, ISBN 978-3-453-15103-1.
- mit Bernhard Peters und Hans-Dieter Hermann: Führungsspiel. Menschen begeistern, Teams formen, Siegen lernen – nutzen Sie die Erfolgsgeheimnisse des Spitzensports. Heyne, München, 2008, ISBN 978-3-453-15433-9.
- mit Steffen Damm, Sirkka Jendis und Klaus Siebenhaar: Das kuratierte Ich. Jugendkulturen als Medienkulturen. B & S Siebenhaar, Berlin/Kassel, 2012, ISBN 978-3-936962-98-7.

## Auszeichnung
- 2014 wurde Müller-Wirth für die journalistische Begleitung des Coming-outs des ehemaligen Fußballspielers Thomas Hitzlsperger in der Kategorie „Sport“ als Journalist des Jahres 2014 ausgezeichnet. Müller-Wirth habe zusammen mit Carolin Emcke Hitzlspergers „aufsehenerregenden Schritt“ in beispielhafter Weise begleitet, zudem seien seine Beiträge zur Fußball-Weltmeisterschaft 2014  „echte Perlen“ gewesen, hieß es in der Begründung der Jury.,[9] die seinen Kommentar „Kollektive oder Solisten?“ besonders hervorhob.[10]